# カラタウ山脈
カラタウ山脈（カラタウさんみゃく、カザフ語: Қаратау жотасы）とは、カザフスタン南部に位置する山脈。燐灰石、多金属鉱の鉱床がある事で知られる。「カラタウ」とは、カザフ語を含むチュルク語族で「黒い山地」を意味する。

## 概要
カラタウ山脈は天山山脈の北西端から延びる支脈で、シル・ダリヤ（シル河）の北川に北西から南東に向かって約420kmに渡って聳えている。
生物多様性に富んでおり、中央アジアで固有種の数が最も多い地域である。主な生態系は山岳部の乾燥および半乾燥生態系であり、低木と岩生植物の植生が多く、特徴的な動物種はカラタウアルガリである。2004年には中央部にカラタウ自然保護区が設置されている。2017年にユネスコの生物圏保護区に指定された。
カラタウ山脈には旧石器時代初期から新石器時代に至る発展段階を示す多くの古代遺跡が存在し、1998年9月24日にユネスコの世界遺産暫定リストの文化部門に登録されている。